# 工运路
工运路是位于中国江苏省无锡市的一条道路，呈南北走向，全长约500余米。该路始于辛亥革命成功后的1912年，原称“通运路”，后因横跨京杭大运河的工运桥建成而更名为“工运路”至今。

## 简介
无锡工运路一带，原为荒野、刑场，1908年沪宁铁路通车，此地始有人气。1912年辛亥革命成功后，无锡军政府主持修建了一条3米多宽的小路，1914年，沪宁铁路局在此基础上拓建为一条路宽12米、人行道宽0.5米的道路，时称为通运路，又俗称为“马路上”。
因至无锡火车站需越京杭运河，故于1913年沿路建通运桥，为四孔松木结构桥梁。后年久失修，于1927年10月9日在无锡总工会召开的各业工会联席会议上，由丝厂、纱厂职工捐献两日工资，作为修桥资金，合计1.9万余元，并向丝厂，纱厂经营业者劝募0.75万元，沪宁路局并捐助0.3万元，开建新桥。新桥由上海新顺记营造所承包修建，实际支出3万元左右。1928年11月7日，桥梁竣工，但命名曾有一番争议，时任无锡县长俞仲建议命名“中山桥”，工商界人士提名“工商桥”，而全县职工认为，建桥资金大部分是丝、纱两业职
工的工资，为了纪念这一贡献，应命名为“工运桥"。这一要求得到社会各界人士的支持和认可，遂得此名。由于该桥还是无锡桥梁史上较早的一座钢筋水泥大桥，所以又称“大洋桥”。而通运路也因此易名为工运路。
工运桥堍本是来往客货船只停泊所在，随着1930-1934年间，锡澄、锡宜、苏锡等公路相继建成，此地成为一水陆皆通的交通要冲，商贾往来频繁，由此也带动了商店、旅馆、饭店、戏院，酒肆、茶楼的兴起。据统计，到1928年，这一带已有饭馆21家，旅社20家（占全城旅社的80％）。到1949年，工运路及附近商店多达千余家，其中以服务、饮食行业占多数。计有小旅社54家（占全城旅社的90％），饮食店38家，茶馆13家，浴室9家，影剧院7家（占全城影剧院的半数以上），其中知名的有新世界、无锡饭店、京沪饭店、泰山饭店、中国饭店、大上海电影院、中央戏院、中东戏院等娱乐餐饮场所。
1949年后工运路一带几经重修，变化较大。2002年，为因应无锡站改造，工运路、工运桥一并拓宽改造，成为今日之貌。

### 轶事
- 工运路一带曾是无锡最繁华的区域之一，有诸如京沪饭店、泰山饭店、中国饭店、醉月楼等老字号。1990年代，无锡开始掀起高楼潮，这些老字号亦不甘示弱，纷纷建设高楼，其中1994年新建的泰山饭店大楼，高28层，是无锡第一幢超过锡山75米海拔高度的人造建筑。但是，由于资金链断裂、债权纠纷等问题，包括第二百货、中国饭店、京沪饭店等老字号均陷入在建高楼烂尾的境地，其中京沪饭店在改称民族饭店并新建大楼后，从未再曾营业，直到20余年后方被彻底拆除，是无锡最长时间的烂尾楼。[5]

## 主要交汇道路
工运路自南向北主要交汇道路如次：
| 路名            | 可到达                                                                         |
| --------------- | ------------------------------------------------------------------------------ |
| 解放北路 书院弄 | 地铁胜利门站、江苏银行无锡分行、农业银行太湖支行、吉祥大厦、锦树花园、中国饭店 |
| 通汇桥路 吉庆街 | 三凤桥大排档、1912酒吧街                                                       |
| 兴源北路        | 泰山饭店、无锡站南广场                                                         |